# Say My Name
Say My Name (englisch für „Sag meinen Namen“) ist ein Lied der US-amerikanischen Girlgroup Destiny’s Child. Der Song erschien am 23. Juli 1999 auf ihrem zweiten Studioalbum The Writing’s on the Wall und wurde am 14. Januar 2000 als dritte Single aus diesem veröffentlicht. Er zählt zu den bekanntesten und erfolgreichsten Titeln der Gruppe.

## Inhalt
Say My Name wird von Destiny’s Child aus der Perspektive des lyrischen Ichs gesungen und handelt von einer Frau, die ihren Freund des Fremdgehens bezichtigt. Sie ruft ihn an und fordert ihn auf, ihren Namen zu sagen und dass er sie liebe, um zu beweisen, dass gerade keine andere Frau bei ihm ist. Er verhält sich jedoch verdächtig, da er nervös wirke und sie nicht wie sonst am Telefon begrüße. Zudem habe sie die Stimme einer anderen Person im Hintergrund gehört. Da sich die Indizien immer mehr verdichten, droht sie ihm an, vorbeizukommen um sich selbst zu überzeugen. Der Großteil des Texts wird von Beyoncé gesungen.

“Say my name, say my name

If no one is around you, say “Baby, I love you”

If you ain’t runnin’ game

Say my name, say my name”

## Produktion

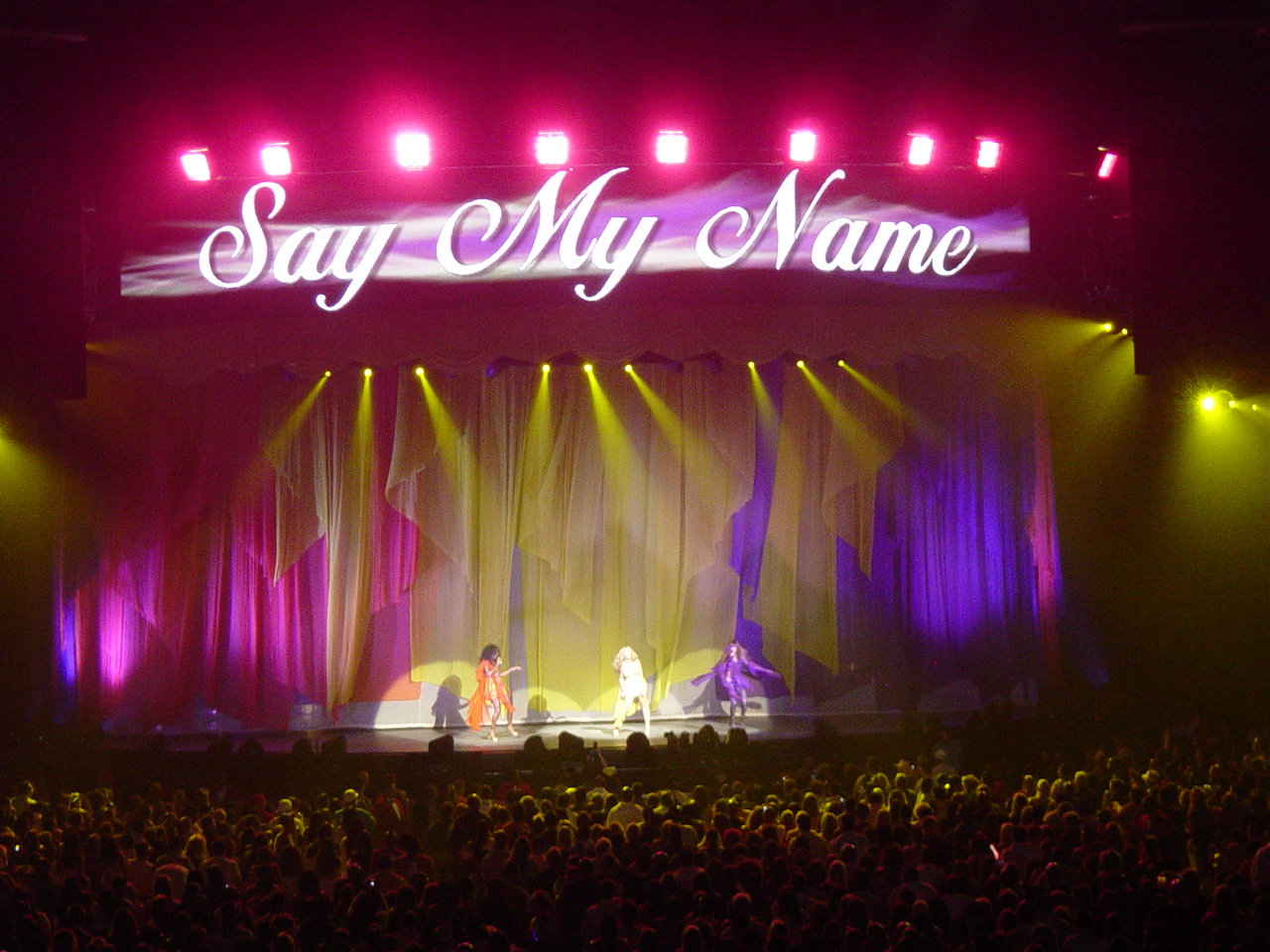
Destiny’s Child bei einem Liveauftritt mit Say My Name (2005)

Das Lied wurde von dem US-amerikanischen Musikproduzenten Rodney Jerkins produziert. Als Autoren sind neben ihm auch Fred Jerkins III und LeShawn Daniels sowie die vier Bandmitglieder Beyoncé Knowles, LeToya Luckett, Kelly Rowland und LaTavia Roberson angegeben.

## Musikvideo
Bei dem zu Say My Name gedrehten Musikvideo führte Joseph Kahn Regie. Es feierte am 15. Februar 2000 Premiere und verzeichnet auf YouTube über 402 Millionen Aufrufe (Stand: September 2024). Im Vorfeld des Videodrehs wurden die beiden Bandmitglieder LeToya Luckett und LaTavia Roberson durch Farrah Franklin und Michelle Williams ersetzt, weshalb die beiden letzteren im Video zu sehen sind. Es zeigt die vier Sängerinnen zusammen mit je zwei Tänzerinnen und einem Tänzer, die in verschiedenen Räumen einer Wohnung den Song singen. Dabei haben die Räume und Kleidung jeweils die gleiche Farbe: So befindet sich Beyoncé orange gekleidet in einem orangen Zimmer, während Kelly Rowland ein blaues Outfit trägt und in einem blauen Raum singt. Michelle Williams ist weiß gekleidet und Farrah Franklin trägt rote Kleidung. Später wechseln die Sängerinnen auch die Räume. Gegen Ende tanzen die vier in orangen Oberteilen und schwarzen Lackhosen zusammen mit schwarz gekleideten Tänzerinnen eine Choreografie. Dabei befinden sie sich in einer Halle, in der im Hintergrund Autos stehen.
Bei den MTV Video Music Awards 2000 wurde es in der Kategorie Best R&B Video ausgezeichnet und war zudem als Best Group Video und Best Pop Video nominiert.

## Single

### Covergestaltung
Die Single wurde mit zwei verschiedenen Covern veröffentlicht. Das erste Singlecover zeigt die damaligen vier Bandmitglieder LaTavia Roberson, Kelly Rowland, Beyoncé und LeToya Luckett, die überwiegend weiß gekleidet sind und den Betrachter anlächeln. Der Hintergrund ist grau gehalten. Am oberen Bildrand befinden sich die Schriftzüge say my name in Rosa und destiny’s child in Blau auf hellgrauem Grund. Auf dem Cover der zweiten Version ist die Gruppe in neuer Besetzung zu sehen. So blicken hier Farrah Franklin, Beyoncé, Kelly Rowland und Michelle Williams den Betrachter an. Der Hintergrund ist dunkel gehalten, während am oberen Bildrand die weißen Schriftzüge destiny’s child und say my name auf braunem Untergrund stehen.

### Titellisten
Single
1. Say My Name – Radio Edit – 3:59
2. Say My Name – Timbaland Remix – 5:01

Maxi 1
1. Say My Name – Albumversion – 4:28
2. Say My Name – Timbaland Remix – 5:01
3. Say My Name – Maurice’s Last Days of Disco Millennium Mix – 7:35
4. Say My Name – Daddy D Remix w/Rap – 4:48
5. Say My Name – Albumversion (feat. Kobe Bryant) – 4:27

Maxi 2
1. Say My Name – Radio Edit – 3:46
2. Say My Name – Albumversion – 4:28
3. Say My Name – Timbaland Remix – 5:01
4. Say My Name – Albumversion (feat. Kobe Bryant) – 4:27
5. Say My Name – Daddy D Remix w/o Rap – 4:48

### Chartplatzierungen
Say My Name stieg am 24. April 2000 auf Platz 25 in die deutschen Singlecharts ein und erreichte zwei Wochen später mit Rang 14 die höchste Position. Insgesamt hielt sich der Song zehn Wochen lang in den Top 100. Besonders erfolgreich war die Single in den Vereinigten Staaten und in Australien, wo sie jeweils mehrere Wochen die Chartspitze belegte. Weitere Top-10-Platzierungen gelangen unter anderem im Vereinigten Königreich, in Neuseeland, Norwegen und Frankreich. In den US-amerikanischen Single-Jahrescharts 2000 erreichte das Lied Rang sechs.
| ChartsChartplatzierungen       | Höchstplatzierung | Wochen |
| ------------------------------ | ----------------- | ------ |
| Deutschland (GfK)              | 14 (10 Wo.)       | 10     |
| Schweiz (IFPI)                 | 20 (22 Wo.)       | 22     |
| Vereinigte Staaten (Billboard) | 1 (32 Wo.)        | 32     |
| Vereinigtes Königreich (OCC)   | 3 (13 Wo.)        | 13     |

| ChartsJahrescharts (2000)      | Platzierung |
| ------------------------------ | ----------- |
| Vereinigte Staaten (Billboard) | 6           |
| Vereinigtes Königreich (OCC)   | 84          |

### Auszeichnungen für Musikverkäufe
Say My Name erhielt im Jahr 2023 in Deutschland für mehr als 250.000 verkaufte Einheiten eine Goldene Schallplatte. Im Vereinigten Königreich wurde es 2025 für über 1,8 Millionen Verkäufe mit Dreifach-Platin ausgezeichnet. In den Vereinigten Staaten erhielt das Lied 2020 für mehr als drei Millionen verkaufte Exemplare Dreifach-Platin.

| Land/Region                  | Auszeichnungen für Musikverkäufe (Land/Region, Auszeichnung, Verkäufe) | Verkäufe  |
| ---------------------------- | ---------------------------------------------------------------------- | --------- |
| Australien (ARIA)            | 2× Platin                                                              | 140.000   |
| Belgien (BRMA)               | Gold                                                                   | 25.000    |
| Dänemark (IFPI)              | Platin                                                                 | 90.000    |
| Deutschland (BVMI)           | Gold                                                                   | 250.000   |
| Frankreich (SNEP)            | Silber (2000) · + Gold (2018)                                          | 191.666   |
| Neuseeland (RMNZ)            | 4× Platin                                                              | 120.000   |
| Portugal (AFP)               | Gold                                                                   | 5.000     |
| Spanien (Promusicae)         | Gold                                                                   | 30.000    |
| Vereinigte Staaten (RIAA)    | 3× Platin                                                              | 3.000.000 |
| Vereinigtes Königreich (BPI) | 3× Platin                                                              | 1.800.000 |
| Insgesamt                    | 1× Silber · 4× Gold · 13× Platin ·                                     | 5.651.666 |

Hauptartikel: Destiny’s Child/Auszeichnungen für Musikverkäufe
Bei den Grammy Awards 2001 wurde Say My Name in den Kategorien Best R&B Performance by a Duo or Group with Vocals und Best R&B Song ausgezeichnet. Zudem war es als Record of the Year und Song of the Year nominiert, wo es jedoch jeweils Beautiful Day von U2 unterlag.